# Howard Ward
Howard Ward est un acteur britannique.

## Filmographie

### Cinéma
- 2006 : Cashback : l'arbitre de football
- 2008 : The Broken : Jim
- 2008 : The Hide : Weston
- 2010 : Lab Rats : Marlow
- 2012 : National Theatre Life: The Curious Incident of the Dog in the Night-Time : Révérend Peters
- 2015 : London Road : Terry

### Télévision
- 1985 : The Practice : Bobby Donnell et Associés : Gerry (3 épisodes)
- 1987 : Bust : Waiter (1 épisode)
- 1989 : All Creatures Great and Small : Geoffrey Rayner (1 épisode)
- 1991 : Minder : Mark (1 épisode)
- 1991 : La Brigade du courage : Martin (2 épisodes)
- 1992 : Between the Lines : Steve Norton (1 épisode)
- 1992-2006 : The Bill : Brian Fordham, Dave Melly, Andy Davis, Steve Galloway et Bradwell (5 épisodes)
- 1993-2007 : Casualty : Paul Aimes et Philip Baker (2 épisodes)
- 1995 : Médecins de l'ordinaire : Sergent Eddie Williams (1 épisode)
- 1997 : Insiders : Chris Edwards (1 épisode)
- 2000 : This Is Personal: The Hunt for the Yorkshire Ripper : John Stainthorpe
- 2000 : Burnside : l'avocat de la défense (1 épisode)
- 2000-2007 : Doctors : Andy Hearn, Tony Shuttleworth et Bill Morris (3 épisodes)
- 2001 : Holby City : Robert Marshall (1 épisode)
- 2001 : Gypsy Girl : le père de Mary (1 épisode)
- 2001 : Meurtres à l'anglaise : Détective Constable Pilley (1 épisode)
- 2001 : EastEnders : Révérend Wells (1 épisode)
- 2003 : Amours suspectes : Mike Farley
- 2003 : Division Enquêtes Criminelles : Jim Daws (8 épisodes)
- 2003 : Family Affairs : Matthew Feller (2 épisodes)
- 2003 : Absolute Power : Matlock Clubman (1 épisode)
- 2004 : Amnesia : Hotel Manager
- 2004 : Crisis Command : William (1 épisode)
- 2005 : The Government Inspector : Mark Ridsdale
- 2005 : Heartbeat : Eric Grey (1 épisode)
- 2005 : Ghost Squad : Martin (1 épisode)
- 2006 : Footballers Wive$: Extra Time : Richard Myers (1 épisode)
- 2007 : Underground Ernie : Bakerloo (1 épisode)
- 2012 : Cop Out : Garrow
- 2012 : Toast of London : le gardien de prison (1 épisode)
- 2012 : Parade's End : le policier (1 épisode)
- 2013 : National Theatre Live: 50 Years on Stage : Terry et Ensemble
- 2014-2015 : Downton Abbey : Sergent Willis (11 épisodes)
- 2015 : Inspecteur Barnaby : Niall Colebrooke (1 épisode)
- 2015 : Lady Chatterley's Lover : Betts